# جورج واتسون (دراج)
جورج واتسون (بالإنجليزية: George Watson)‏ (و. 1891  م) هو راكب دراجة هوائية كندي، ولد في كولومبيا البريطانية، شارك في الألعاب الأولمبية الصيفية 1912.

## سباقات أو مراحل فاز بها
| التاريخ | السباق | المركز |
| ------- | ------ | ------ |

## روابط خارجية
- جورج واتسون على موقع إحصائيات الدراجات الإحترافية (الإنجليزية)
- جورج واتسون على موقع أوليمبيديا (الإنجليزية)